# 訃報 1983年5月
訃報 1983年5月（ふほう 1983ねん5がつ）では、1983年（昭和58年）5月中に物故した、又は物故が報じられた人物についてまとめる。

## （1日 - 15日）

寺山修司／5月4日没

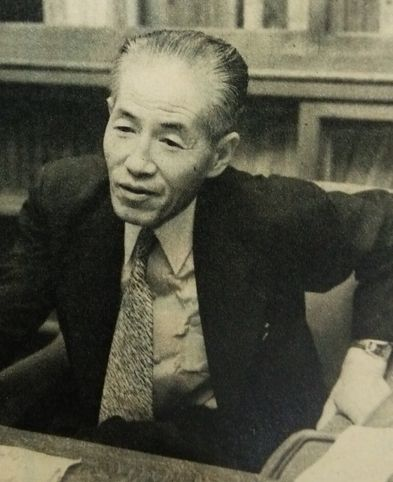
東畑精一／5月6日没

- 5月4日 - 寺山修司[1]、劇作家・詩人・歌人・映画監督・小説家・競馬評論家(* 1935年)
- 5月6日 - 東畑精一、経済学者・農学者(* 1899年)
- 5月6日 - 橋詰文男[要出典]、元プロ野球選手(* 1937年)

## （16日 - 31日）

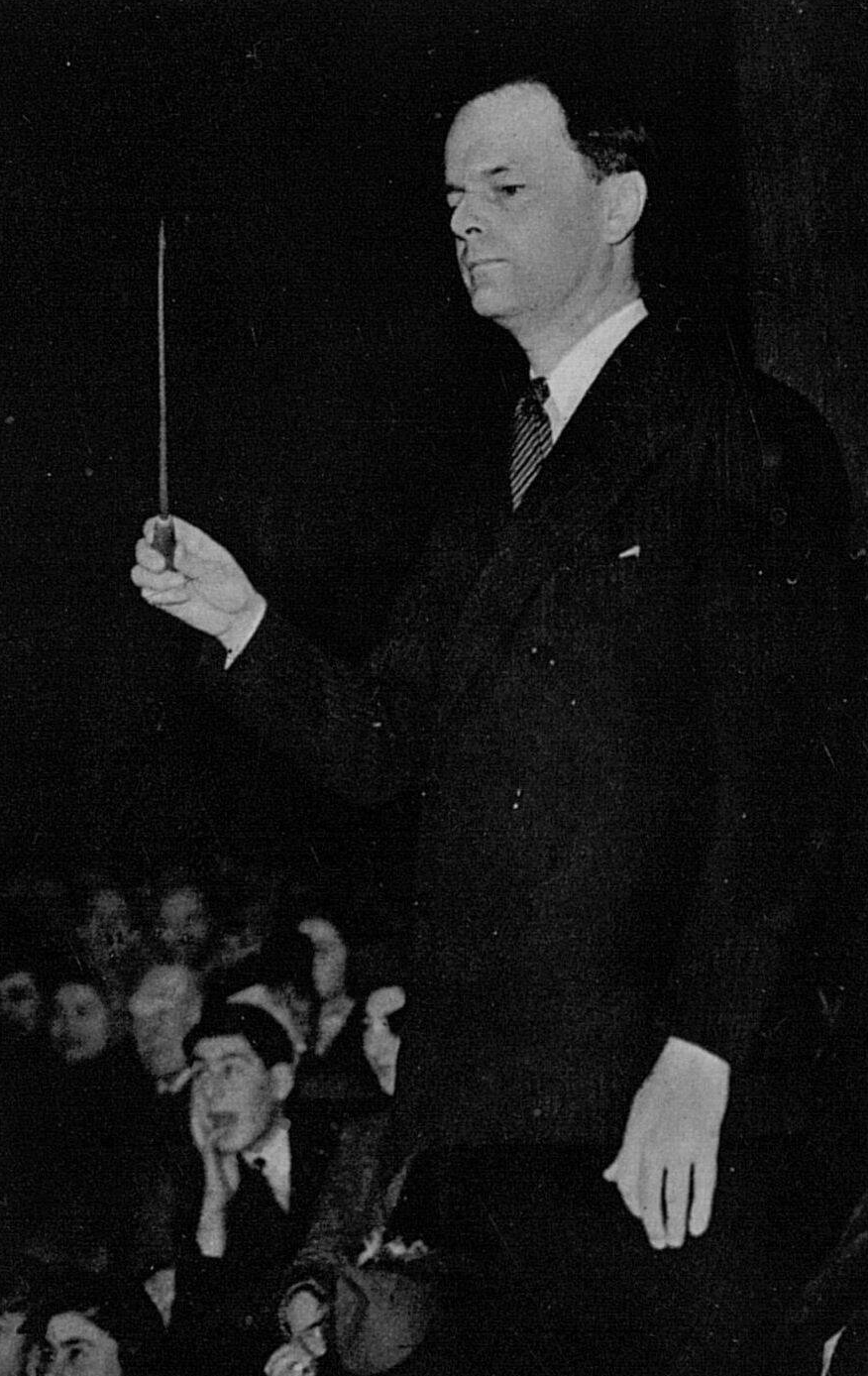
ケネス・クラーク／5月21日没

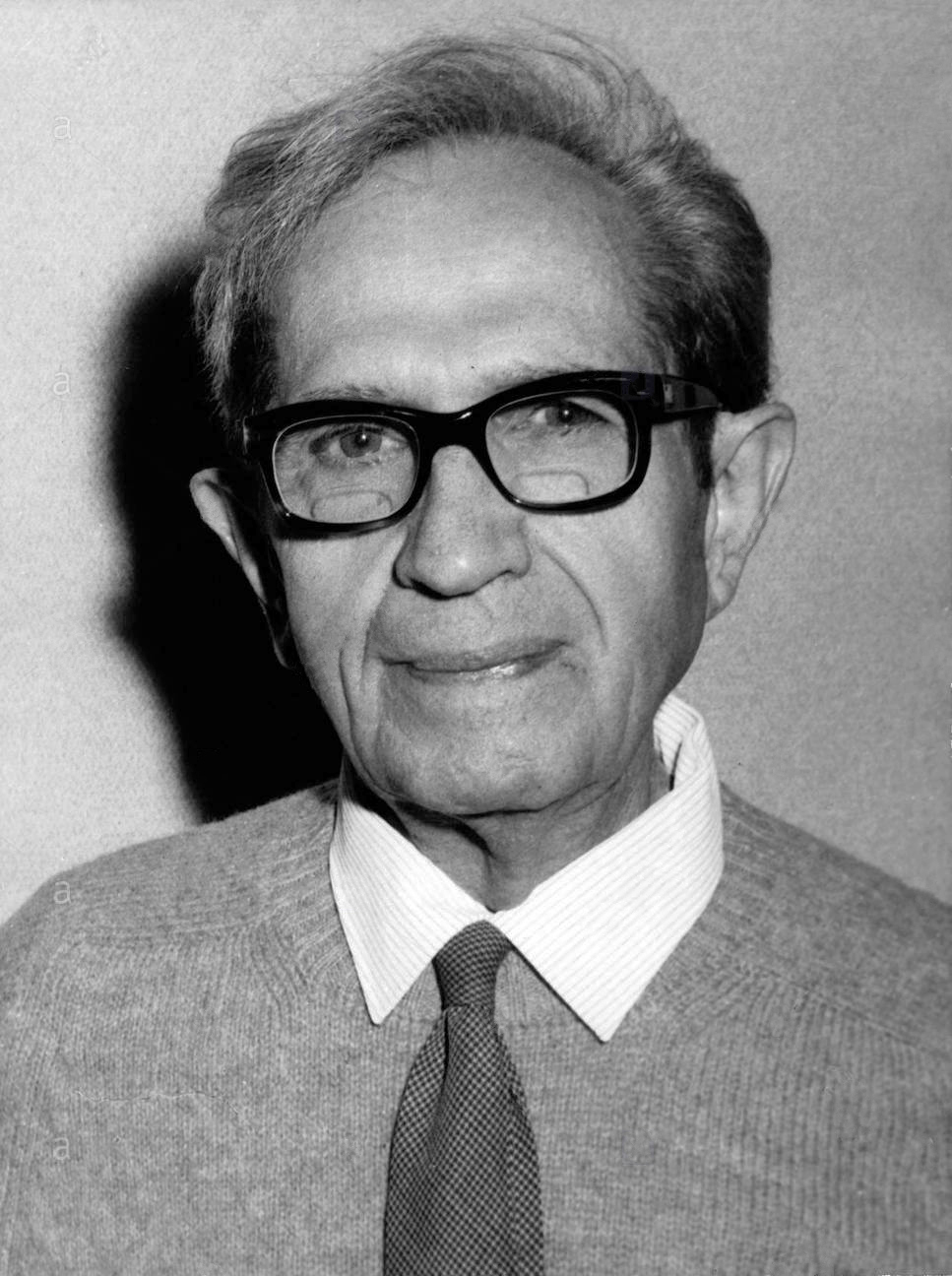
アルベルト・クラウデ／5月22日没

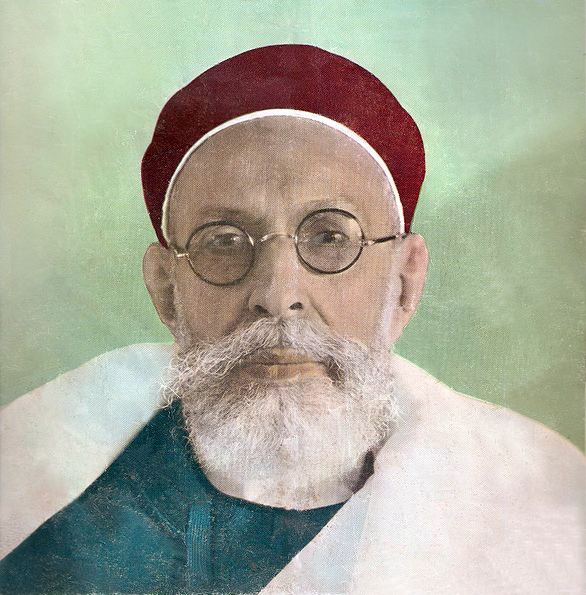
イドリース1世／5月25日没

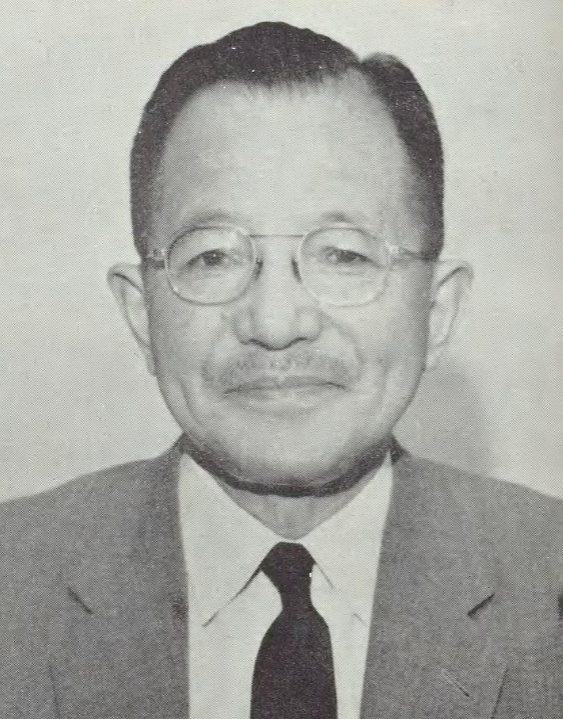
東龍太郎／5月26日没

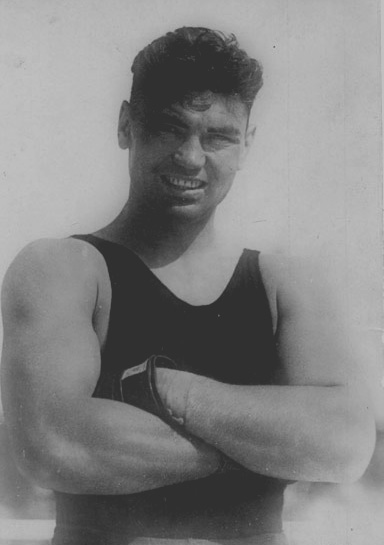
ジャック・デンプシー／5月31日没

- 5月21日 - ケネス・クラーク、美術史家(* 1903年)
- 5月22日 - アルベルト・クラウデ、細胞生物学者(* 1899年)
- 5月25日 - イドリース1世、リビア王(* 1889年)
- 5月25日 - 伊藤栄樹、検事総長(* 1924年)
- 5月26日 - 東龍太郎、第4・5代東京都知事(* 1893年)
- 5月30日 - 山本康夫、歌人(* 1902年)
- 5月31日 - ジャック・デンプシー、プロボクサー(* 1895年)